# الدوري الشمالي الممتاز 2004–05
الدوري الشمالي الممتاز 2004–05 هو موسم من دوري الشمال الممتاز ‏. فاز فيه نادي هايد إف سي.